# Saint-Agnan-en-Vercors
Pour les articles homonymes, voir Saint-Agnan.
Saint-Agnan-en-Vercors est une commune française située dans le département de la Drôme, en région Auvergne-Rhône-Alpes.

## Géographie

### Localisation
Saint-Agnan-en-Vercors est située dans le Vercors, à 4 km au sud de La Chapelle-en-Vercors (chef-lieu du canton). La commune est rattachée à la communauté de communes du Royans-Vercors et adhérente au Parc naturel régional du Vercors.

### Communes limitrophes
| La Chapelle-en-Vercors | La Chapelle-en-Vercors | Saint-Andéol Isère      |
| Vassieux-en-Vercors    | Saint-Agnan-en-Vercors | Gresse-en-Vercors Isère |
| Chamaloc               | Romeyer                | Romeyer                 |

### Relief et géologie

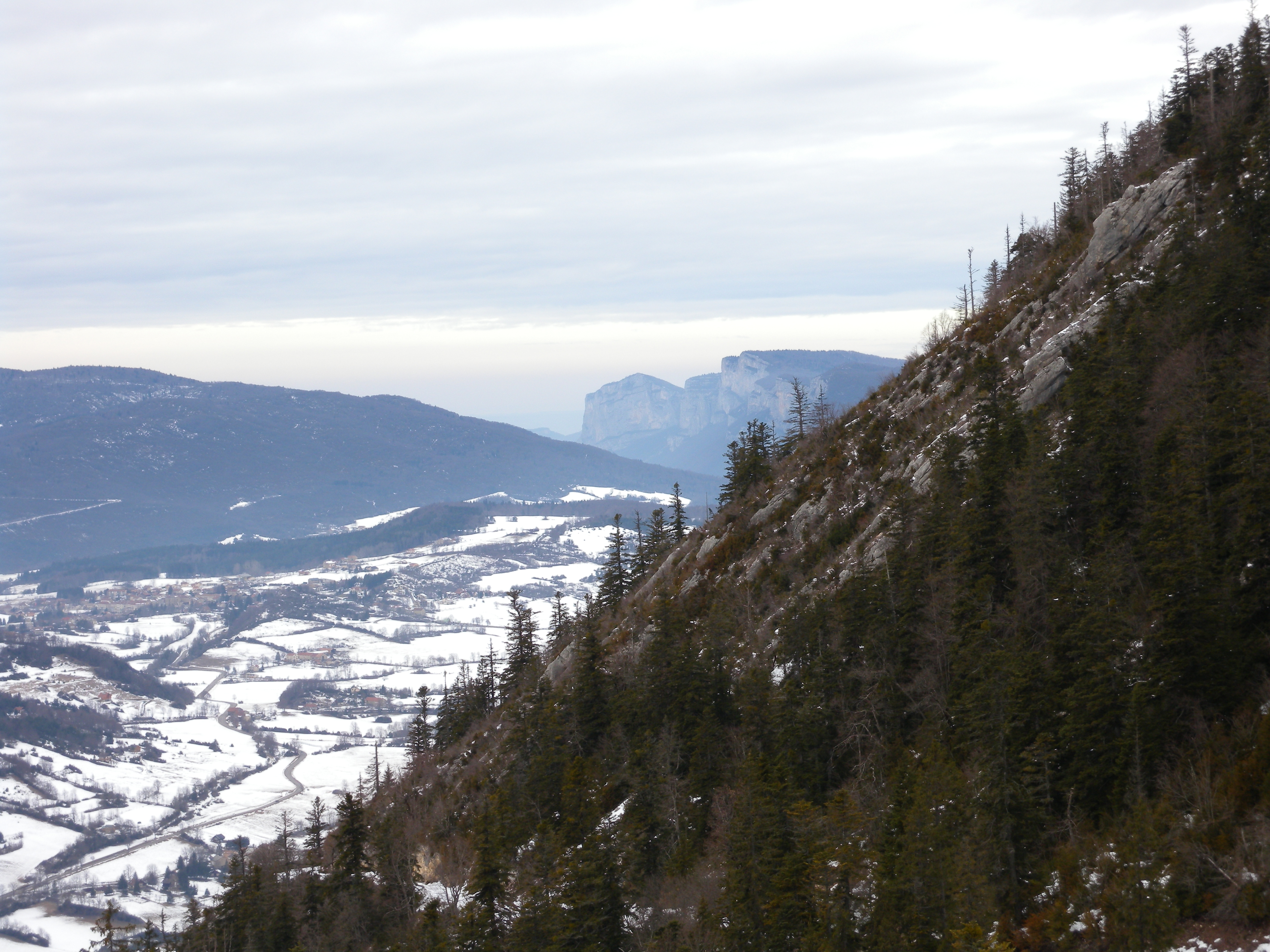
Saint-Agnan-en-Vercors.

- Le col de Rousset (panorama)[1].

#### Sites géologiques remarquables
La « plaine karstique (poljé) de Darbounouse » (hauts plateaux du Vercors) est un site géologique remarquable de 77,4 hectares, qui se trouve à 1 300 mètres d'altitude environ, sur les communes de La Chapelle-en-Vercors (au lieu-dit Darbounouse), de Saint-Agnan-en-Vercors et de Saint-Andéol.

En 2014, elle est classée dans l'« Inventaire du patrimoine géologique ».

### Hydrographie
La commune est traversée par la Vernaison, un affluent de la Bourne.

### Climat
Pour des articles plus généraux, voir Climat d'Auvergne-Rhône-Alpes et Climat de la Drôme.
En 2010, le climat de la commune est de type climat de montagne, selon une étude du Centre national de la recherche scientifique s'appuyant sur une série de données couvrant la période 1971-2000. En 2020, Météo-France publie une typologie des climats de la France métropolitaine dans laquelle la commune est exposée à un climat de montagne ou de marges de montagne et est dans une zone de transition entre les régions climatiques « Alpes du nord » et « Alpes du sud ».
Pour la période 1971-2000, la température annuelle moyenne est de 9,4 °C, avec une amplitude thermique annuelle de 17,1 °C. Le cumul annuel moyen de précipitations est de 1 208 mm, avec 9,7 jours de précipitations en janvier et 6,3 jours en juillet. Pour la période 1991-2020, la température moyenne annuelle observée sur la station météorologique de Météo-France la plus proche, « Chapelle-en-Vercors », sur la commune de La Chapelle-en-Vercors à 4 km à vol d'oiseau, est de 9,4 °C et le cumul annuel moyen de précipitations est de 1 325,7 mm,. Pour l'avenir, les paramètres climatiques de la commune estimés pour 2050 selon différents scénarios d'émission de gaz à effet de serre sont consultables sur un site dédié publié par Météo-France en novembre 2022.

## Urbanisme

### Typologie
Au 1er janvier 2024, Saint-Agnan-en-Vercors est catégorisée commune rurale à habitat très dispersé, selon la nouvelle grille communale de densité à 7 niveaux définie par l'Insee en 2022.
Elle est située hors unité urbaine et hors attraction des villes,.

### Occupation des sols
L'occupation des sols de la commune, telle qu'elle ressort de la base de données européenne d’occupation biophysique des sols Corine Land Cover (CLC), est marquée par l'importance des forêts et milieux semi-naturels (88,5 % en 2018), une proportion identique à celle de 1990 (88,5 %). La répartition détaillée en 2018 est la suivante : 
forêts (76,9 %), milieux à végétation arbustive et/ou herbacée (10,8 %), prairies (10,1 %), terres arables (1,5 %), espaces ouverts, sans ou avec peu de végétation (0,8 %). L'évolution de l’occupation des sols de la commune et de ses infrastructures peut être observée sur les différentes représentations cartographiques du territoire : la carte de Cassini (XVIIIe siècle), la carte d'état-major (1820-1866) et les cartes ou photos aériennes de l'IGN pour la période actuelle (1950 à aujourd'hui).

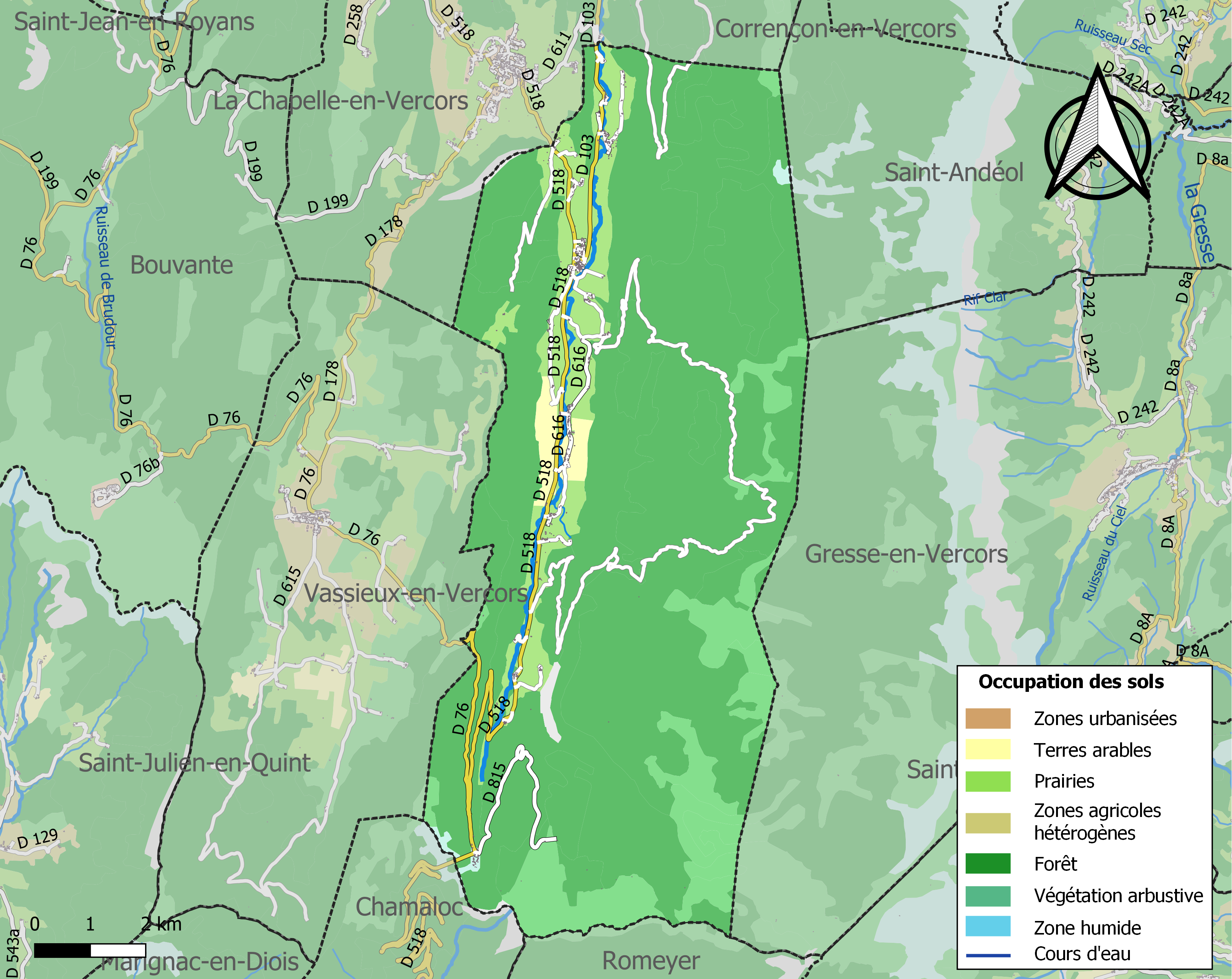
Carte des infrastructures et de l'occupation des sols de la commune en 2018 (CLC).

## Toponymie

### Attestations
Dictionnaire topographique du département de la Drôme :
- XIVe siècle : Sainct Anian (inventaire de la chambre des comptes) ;
- XIVe siècle : mention de la paroisse : capella Sancti Aniani (pouillé de Die) ;
- 1374 : castrum de Sancto Anihano (archives de la Drôme, E 2226) ;
- 1449 : mention de la paroisse : capella Sancti Agnani (pouillé hist.) ;
- 1450 : mention de la paroisse : cura Sancti Haniani Vercorii (Rev. de l'évêché de Die) ;
- 1509 : mention de l'église Saint-Agnan : Ecclesia parrochialis Beati Agniani Vercorcii (visites épiscopales) ;
- 1540 : mention de la paroisse : la paroisse de Saint Tanhat, au mandement de Risset (inventaire de la chambre des comptes) ;
- XVIIe siècle : mention de la paroisse : cura Sancti Agnani Vercortii (rôle de décimes) ;
- 1662 : Saint-Agnan (archives de la Drôme, fonds de Saint-Jean-en-Royans) ;
- 1755 : Saint-Aignan-en-Vercors (Billerey, notaire à la Chapelle-en-Vercors) ;
- 1788 : Saint Agnan en Vercorps (Alman. du Dauphiné) ;
- 1793 : Vernaison [dénomination révolutionnaire] (le village prend le nom de la rivière qui le traverse : Vernaison (cours d'eau bordé d'aulnes, racine gauloise *verno « aulne »[réf. nécessaire]) ;
- 1891 : Saint-Agnan-en-Vercors, commune du canton de la Chapelle-en-Vercors.

## Histoire
Pour un article plus général, voir Histoire de la Drôme.

### Préhistoire
À la fin de la dernière glaciation, au Magdalénien final (12 000-10 000 avant notre ère), les  chasseurs de marmottes ont occupé la grotte des Freydières. Les fouilles de A. Bocquet, en 1965, ont livré des outils de silex et un harpon en bois de renne (seuls deux autres ont été découverts dans les Alpes). Ce site complète ceux de la même époque en Vercors et bases de la même activité comme à Méaudre ou la Chapelle-en-Vercors,.

### Du Moyen Âge à la Révolution
La seigneurie :
- Au point de vue féodal, Saint-Agnan formait la terre et mandement de Rousset (voir ce nom)[14].
- Fief des comtes de Diois[1].
- La terre passe aux dauphins[1].
- XIIIe siècle : elle passe aux évêques de Die[1].

Avant 1790, Saint-Agnan-en-Vercors était une communauté de l'élection de Montélimar, de la subdélégation de Crest et du bailliage de Die.

Elle formait deux paroisses du diocèse de Die : Rousset et Saint-Agnan-en-Vercors. Celle-ci avait son église dédiée à saint Agnan et ses dîmes appartenaient au curé. La cure avait été convertie, au XVIIe siècle, en un prieuré séculier de la collation de l'évêque diocésain.

#### Rousset
Dictionnaire topographique du département de la Drôme :
- 1179 : Riusec (cartulaire de Die, 31).
- 1246 : Ruissec (cartulaire de Léoncel, 146).
- 1318 : castrum de Rivosico (archives de la Drôme, fonds de l'évêché de Die).
- 1318 : mention de la paroisse Saint-Alexis : parrochia Sancti Alexii de Rivosico (archives de la Drôme, fonds du Vercors).
- 1318 : mention du mandement : mandamentum de Rivosico (archives de la Drôme, fonds de l'évêché de Die).
- 1325 : mention du mandement : mandamentum de Rivossico (Livre blanc).
- 1327 : Rivossec (inventaire de la chambre des comptes).
- 1345 : Riousec (inventaire de la chambre des comptes).
- 1374 : castrum de Rivossico (archives de la Drôme, E 2226).
- 1486 : condominus Rivicisci (archives de la Drôme, fonds du Vercors).
- 1540 : Ruisec (inventaire de la chambre des comptes).
- 1540 : mention du mandement : le mandement de Riouset (inventaire de la chambre des comptes).
- 1735 : mention du village de Rousset : hameau de Riousset et Bastets (visites épiscopales).
- 1891 : Rousset, paroisse et quartier de la commune de Saint-Agnan-en-Vercors.

La seigneurie :
- Au pont de vue féodal, Rousset était le chef-lieu d'un mandement comprenant, probablement, à l'origine tout le Vercors puis seulement la commune actuelle de Saint-Agnan-en-Vercors à partir du XIVe siècle.
- 1253 : les dauphins cèdent leurs droits aux évêques de Die.
- Vers 1370 : les droits des comtes de Valentinois passent aux évêques de Die, derniers seigneurs.

Dès 1253, une transaction entre le dauphin et l'évêque de Die fait état du site fortifié de Saint-Alexis.

En 1318, la paroisse Saint-Alexis est mentionnée sur la commune de Saint-Agnan-en-Vercors, au lieu-dit Le Rousset.
Avant 1790, Rousset était une paroisse de la communauté de Saint-Agnan-en-Vercors et du diocèse de Die, dont il est question au XIVe siècle. Supprimée peu de temps après, elle ne fut rétablie qu'en 1735. Son église fut de tout temps dédiée à saint Alexis, et ses dîmes appartenaient à l'évêque de Die, qui nommait à la cure.

### De la Révolution à nos jours
En 1790, la commune fait partie du canton de la Chapelle-en-Vercors.
Pendant la Seconde Guerre mondiale, la grotte de la Luire est un haut lieu de la Résistance.

## Politique et administration

### Liste des maires

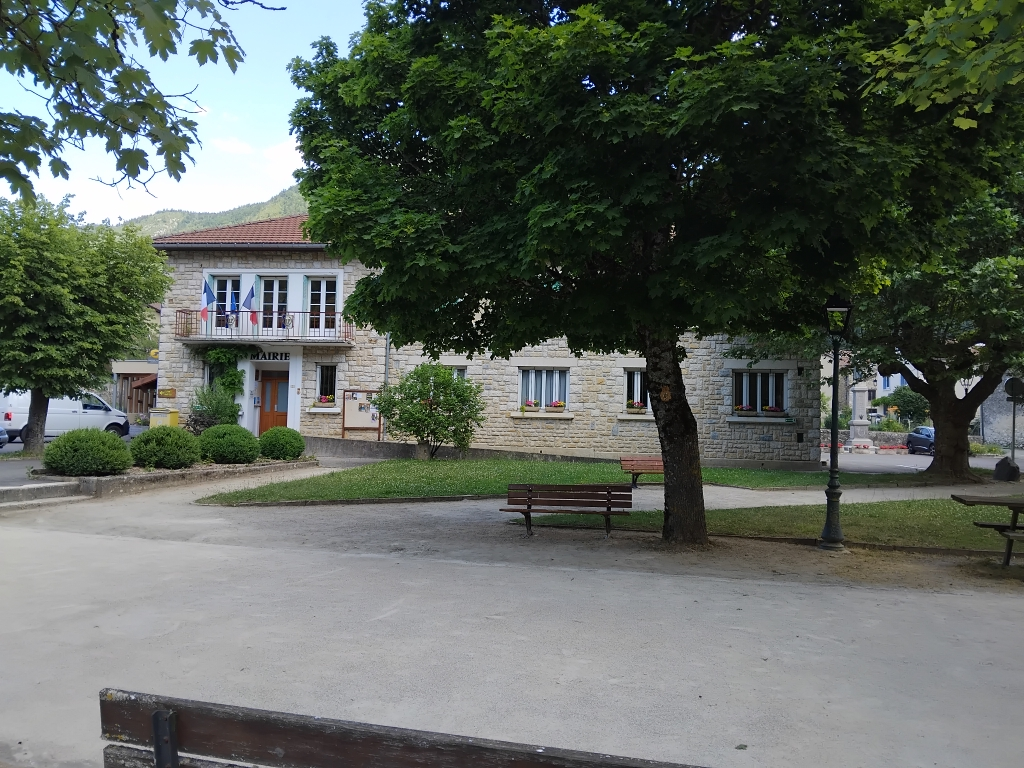
Mairie de Saint-Agnan-en-Vercors

| Période                                  | Période                       | Identité          | Étiquette | Qualité            |
| ---------------------------------------- | ----------------------------- | ----------------- | --------- | ------------------ |
| Les données manquantes sont à compléter. |                               |                   |           |                    |
| mars 2001                                | mars 2008                     | Jacques Clot      | UMP       | conseiller général |
| mars 2008                                | 2014                          | Marcel Algoud     |           |                    |
| 2014                                     | En cours (au 6 novembre 2014) | Christophe Morini |           | cadre supérieur    |

## Population et société

### Démographie
L'évolution du nombre d'habitants est connue à travers les recensements de la population effectués dans la commune depuis 1793. Pour les communes de moins de 10 000 habitants, une enquête de recensement portant sur toute la population est réalisée tous les cinq ans, les populations de référence des années intermédiaires étant quant à elles estimées par interpolation ou extrapolation. Pour la commune, le premier recensement exhaustif entrant dans le cadre du nouveau dispositif a été réalisé en 2008.

En 2022, la commune comptait 365 habitants, en évolution de −5,68 % par rapport à 2016 (Drôme : +2,64 %, France hors Mayotte : +2,11 %).
| 1793 | 1800  | 1806  | 1821  | 1831  | 1836  | 1841  | 1846  | 1851  |
| ---- | ----- | ----- | ----- | ----- | ----- | ----- | ----- | ----- |
| 969  | 1 709 | 1 164 | 1 293 | 1 254 | 1 317 | 1 213 | 1 260 | 1 167 |

| 1856  | 1861  | 1866 | 1872  | 1876 | 1881 | 1886 | 1891 | 1896 |
| ----- | ----- | ---- | ----- | ---- | ---- | ---- | ---- | ---- |
| 1 074 | 1 022 | 985  | 1 028 | 991  | 949  | 939  | 877  | 816  |

| 1901 | 1906 | 1911 | 1921 | 1926 | 1931 | 1936 | 1946 | 1954 |
| ---- | ---- | ---- | ---- | ---- | ---- | ---- | ---- | ---- |
| 742  | 738  | 670  | 630  | 610  | 628  | 632  | 534  | 517  |

| 1962 | 1968 | 1975 | 1982 | 1990 | 1999 | 2006 | 2008 | 2013 |
| ---- | ---- | ---- | ---- | ---- | ---- | ---- | ---- | ---- |
| 457  | 390  | 335  | 344  | 363  | 402  | 386  | 381  | 399  |

| 2018 | 2022 | - | - | - | - | - | - | - |
| ---- | ---- | - | - | - | - | - | - | - |
| 366  | 365  | - | - | - | - | - | - | - |

### Enseignement
La commune est rattachée à l'académie de Grenoble.

### Manifestations culturelles et festivités
- Fêtes : les deux derniers dimanches de juillet, le dimanche après le 16 juin, le dernier dimanche de septembre[1].

### Loisirs et sports
- Spéléologie[1].
- Randonnées (chemins forestiers)[1].
- Pêche et chasse[1].

### Médias
Le territoire de la commune se situe dans l'aire de diffusion de plusieurs médias :
- Presse écrite
  - Le Dauphiné libéré, quotidien régional qui consacre, chaque jour, y compris le dimanche, dans son édition de « Romans et Drôme des collines » un ou plusieurs articles à l'actualité du canton et de la commune, ainsi que des informations sur les éventuelles manifestations locales, les travaux routiers, et autres événements divers à caractère local.
  - L'Agriculture Drômoise, journal d'informations agricoles et rurales, couvre l'ensemble du département de la Drôme.
  - Drôme Hebdo (ancien Peuple Libre), hebdomadaire chrétien d'informations.
- Presse audio-visuelle
  - Ici Drôme Ardèche est une radio publique diffusée sur tout le territoire du département de la Drome.

### Cultes
La communauté catholique de la commune et son église (propriété de la commune) est rattachée à la « Paroisse Sainte-Marie en Royans-Vercors ». Celle-ci dépend du diocèse de Valence dont elle dépend. Ce secteur géographique de la vie religieuse catholique couvre l'ensemble des communes du plateau du Vercors ainsi que du Royans.

## Économie
En 1992 : pâturages (bovins, ovins), fraises du Vercors.
- Foire : les 4 mai et 9 octobre[1].

### Tourisme
- Station estivale et de ski[1].

## Culture locale et patrimoine

### Lieux et monuments
- Église romane[1]. L'église de Saint Agnan a été bâtie à la fin du XIIe siècle, puis restaurée en 1690. Elle a été endommagée en 1944 pendant la seconde guerre[18].
- Château de la Tour[1].
- Chapelle Saint-Régis[1].
- Chapelle Notre-Dame-de-la Palette[1].

Rousset
- Ruines du château médiéval (sous la chapelle Saint-Alexis)[réf. nécessaire].
- Chapelle Saint-Alexis[1]. En 1780, la chapelle très vétuste, est relevée sur ses anciennes fondations[18].
- Église Notre-Dame de Rousset[1].

### Patrimoine culturel
Saint-Agnan-en-Vercors est le lieu où se déroule l'action du roman Les Six Compagnons et les Agents secrets, roman pour la jeunesse de Paul-Jacques Bonzon publié en 1969.

### Patrimoine naturel
- Grotte de la Luire (site inscrit)[1].
- Flore sauvage[1].

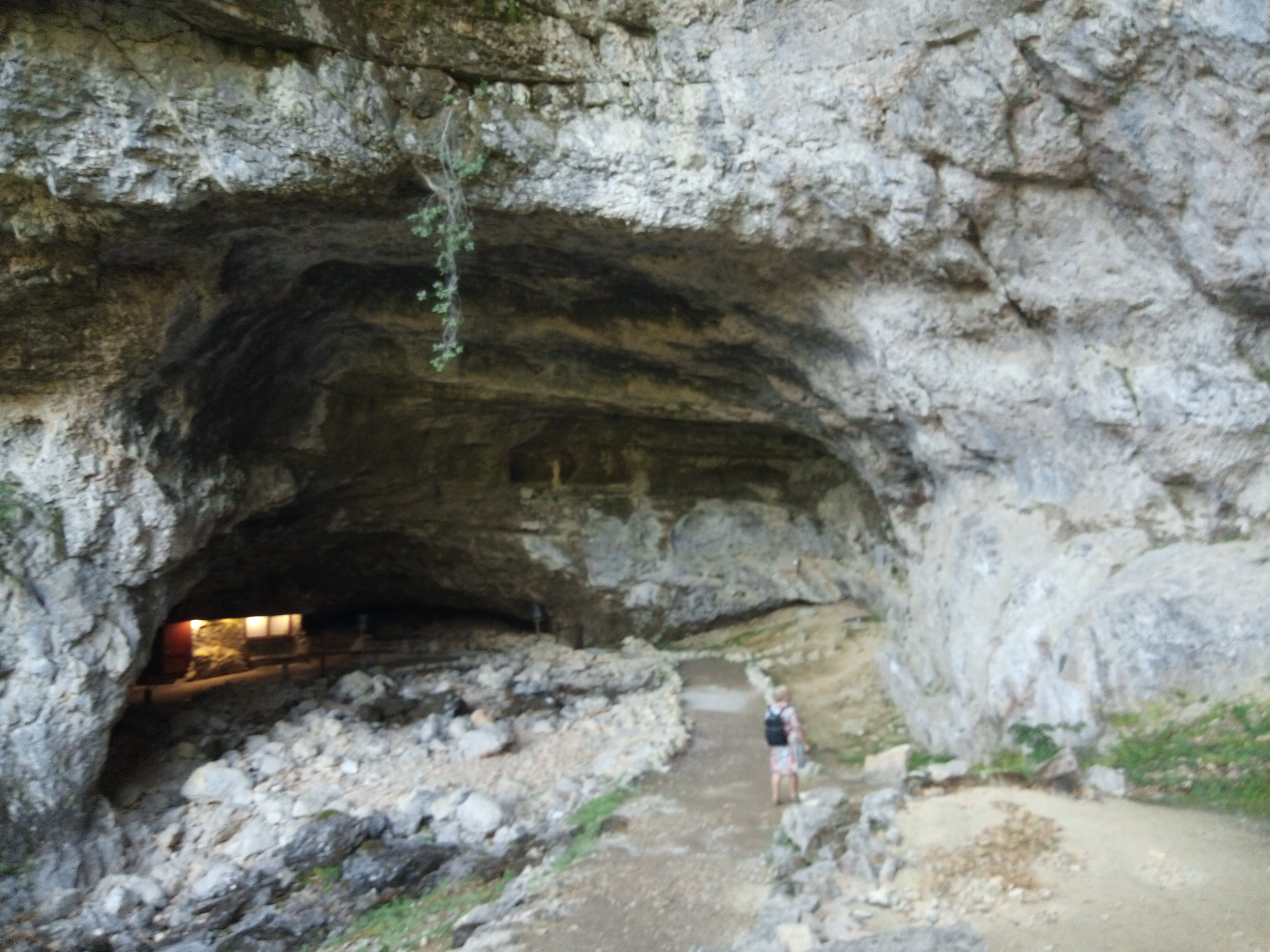
Grotte de la Luire

La commune fait partie du Parc naturel régional du Vercors (forêt domaniale).

### Personnalités liées à la commune
- Rose Jarrand, née à Romans, elle est institutrice dans les années 30 au hameau des Chabottes situé sur la commune de Saint-Agnan-en-Vercors. Résistante dès 1943, elle accepte de cacher des armes parachutées dans l’école où elle loge avec son époux et sa fille. Arrêtée lors de l’assaut des troupes allemandes en 1944, elle est fusillée fin juillet 1944. L’école porte désormais son nom.
- Jean Odde de Bonniot de La Tour, marquis de Saint-Agnan, fondateur de l'Hôpital de Saint-Agnan en 1755[réf. nécessaire].

### Héraldique, logotype et devise
|  | Saint-Agnan-en-Vercors possède des armoiries dont l'origine et le blasonnement exact ne sont pas disponibles. |